# Aryeh Eliav
Aryeh "Lova" Eliav, né Lev Lipschitz le 21 novembre 1921 et mort le 30 mai 2010, est un homme politique israélien.
Engagé dès 15 ans dans la Haganah, il a été un des organisateurs de l'émigration de 1948. Il a été membre de la Knesset dans plusieurs partis politiques de gauche et secrétaire général du Parti travailliste. En 1993, il a été candidat - non élu - à la Présidence d'Israël.
À la fin de la Guerre des Six Jours, le premier ministre Levi Eshkol lui commande un rapport sur les territoires conquis. Après visite des territoires et rencontre avec les habitants, il recommande à la nouvelle ministre Golda Meir de ne garder les territoires occupés que temporairement et de ne surtout pas y construire d'implantations, pour au contraire favoriser la constitution d'un état palestinien associé à la Jordanie. Golda Meir rejette ces conclusions, qui lui valent même certaines inimitiés parmi les travaillistes.